# Ungerns Grand Prix 2001
Ungerns Grand Prix 2001 var det trettonde av 17 lopp ingående i formel 1-VM 2001.

## Resultat
1. Michael Schumacher, Ferrari, 10 poäng
2. Rubens Barrichello, Ferrari, 6
3. David Coulthard, McLaren-Mercedes, 4
4. Ralf Schumacher, Williams-BMW, 3
5. Mika Häkkinen, McLaren-Mercedes, 2
6. Nick Heidfeld, Sauber-Petronas, 1
7. Kimi Räikkönen, Sauber-Petronas
8. Juan Pablo Montoya, Williams-BMW
9. Jacques Villeneuve, BAR-Honda
10. Jean Alesi, Prost-Acer
11. Pedro de la Rosa, Jaguar-Cosworth
12. Jacques Villeneuve, BAR-Honda

### Förare som bröt loppet
- Giancarlo Fisichella, Benetton-Renault (varv 67, motor)
- Heinz-Harald Frentzen, Prost-Acer (63, snurrade av)
- Tarso Marques, Minardi-European (63, oljetryck)
- Olivier Panis, BAR-Honda (58, elsystem)
- Jarno Trulli, Jordan-Honda (53, hydraulik)
- Fernando Alonso, Minardi-European (37, bromsar)
- Jenson Button, Benetton-Renault (34, snurrade av)
- Enrique Bernoldi, Arrows-Asiatech (11, snurrade av)
- Luciano Burti, Prost-Acer (8, snurrade av)
- Eddie Irvine, Jaguar-Cosworth (0, snurrade av)

## VM-ställning
| Förarmästerskapet 1. Michael Schumacher, Ferrari, 94 2. David Coulthard, McLaren-Mercedes, 51 3. Rubens Barrichello, Ferrari, 46 | Konstruktörsmästerskapet 1. Ferrari, 140 2. McLaren-Mercedes, 72 3. Williams-BMW, 59 |